# 七衝門
飲食從進入人體內到排出體外，共需經過七個主要部位，這七個部位在人體飲食的代謝過程中就如七個關卡，在中醫中稱作「七衝門」。《難經》中描述這「七衝門」為：
「唇為飛門，齒為戶門，會厭為吸門，胃為賁門，太倉下口為幽門，大腸小腸會為闌門，下極為魄門。」

## 唇
口唇是飲食進入人體的第一道門戶，通過開合控制飲食的進入，故稱為「飛門」。「飛」與「扉」相通，故就是門扉、門扇的意思。

## 大腸小腸會
大腸(盲腸)與小腸交接區的內壁有迴盲瓣，有防止大腸內含物倒流的作用。《難經》中描述闌門即迴盲瓣。